# 木下利忠
木下 利忠（きのした としただ）は、江戸時代中期の大名。備中国足守藩7代藩主。官位は従五位下・肥後守、宮内少輔。足守藩木下家8代。

## 略歴
5代藩主・木下利潔の長男として誕生。幼名は定太郎。
元文5年（1740年）、父が早世したため3歳で家督を継ぐ。
天明4年（1784年）7月27日、家督を次男の利彪に譲って隠居した。文化6年（1809年）8月12日、72歳で死去した。

## 系譜
- 父：木下利潔（1711-1740）
- 母：木下㒶定の養女 - 木下㒶福の娘
- 正室：松浦誠信の娘
  - 長男：木下利寛（1757-1768）
- 側室：松崎氏
  - 次男：木下利彪（1766?-1801）
- 生母不明の子女
  - 女子：於久 - 木下俊泰の養女、木下俊胤正室
  - 女子：新庄直規正室
  - 女子：品 - 酒井忠哲正室
  - 女子：木下利恭室
  - 女子：花房職陽正室
  - 女子：木下利徳正室